# Ronald Venetiaan
Ronald Venetiaan, né le 18 juin 1936 à Paramaribo, est un homme d'État surinamais. Il est président de la République durant trois mandats de cinq ans, d'une part entre 1991 et 1996 puis entre 2000 et 2010.

## Biographie
Venetiaan est né à Paramaribo en 1936. Il quitte le pays en 1955 en direction des Pays-Bas pour étudier les mathématiques et la physique à l'Université de Leyde. En 1964, il revient au Suriname et devient professeur de mathématiques et de physique. 
Il devient ministre de l'Éducation au sein du gouvernement de Henck Arron en 1973 et termine son mandat en raison du coup d'État militaire de 1980. Il revient toutefois au gouvernement en 1987, toujours comme ministre de l'Éducation.
Il devient président de la République en 1991 sous la bannière du Parti national du Suriname, mais est remplacé en 1996 par le candidat du Parti national démocratique, Jules Wijdenbosch. 
Après des manifestations contre Wijdenbosch, le parti de Venetiaan est porté au gouvernement lors d'élections anticipées en 2000. Il redevient président de la République jusqu'en 2010, année où il est remplacé par Desi Bouterse. 
Il quitte la direction du Parti national du Suriname en 2012, mais demeure cependant en poste à l'Assemblée nationale jusqu'en 2013, quittant du même coup la politique. 